# Луквеза Мпанга
Луквеза Мпанга (д/н — 1886) — 9-й мвата-казембе (володар) держави Казембе в 1872—1883 і 1885—1886 роках.

## Життєпис
Другий син мвати Каньємбо Келека Маї. За невідомих осбатвин ще за молоду налаштував проти себе знать та вищих сановників державу. Тому, коли помер його стрийко Чин'янта Мунона його як кандидата на трон було відхилено. Формальним приводом стало начебто незважлива поведінка Луквези Мпанги під час ініціації. Новим мватою став Мвонга Нсемба.
Луквеза Мпанга не змирився з цим, перебравшись до Чіпілі Чіпіоки, нсами (вождя) держави Табва (біля оз. Танганьїка). Невдовзі там зосередилися супротивники Мвонги, які здійснювали напади на загони мвати. У битві біля Ітабви вдалося завдати поразки Мвонзі Нсембі. 1867 року війська торгівця Тіппу Тіпа перемовгли та повалили Чіпілі Чіпіоку, але Луквеза отримав підтримку від переможця.
1870 року після поразки Мвонги Нсемби від військ Тіппу Тіпа й Мсірі було вирішено поставити на трон Казембе саме Луквезу Мпангу. Це повинен був здійснити Мухаммад ібн Масуд аль-Варді (відомий як Кумбакумба). Підтримку також надав підклан Нгома клану мусулу (частина народу бемба). 1872 року в битві на річці мунунші було переможено мвату Чинконколе Кафуті, який в цей час захопив владу, після чого новим володарем Казембе було оголошено Лукензу.
Новий володар вже у 1873 році вступив у конфлікт з вождествами Чіктімбі та Чунгу, що здобули незалежність. Розгорнулася боротьба за плато Чишинга. Луквеза Мпанга звернувся по допомогу до Тіппу Тіпа, але надіслані ним загони у двох битвах зазнали поразок. Внаслідок цього послаблюється вплив Тіппу Тіпа, чим вирішив скористатися Мсірі.
1880 року війська Мсірі вдерлися до центральної частини Казембе, на схід від гірського хребта Кунделунгу. супротивник захопив вузький пояс між Кунделунгу та західним берегом нижньої Луапули, звівши укріплення на річці Катула, звідки контролювалися вождества Бакунда і Мукобе, а також верхню течію річки Луїса, звідки встановили владу над вождеством Капваса. В результаті Луквеза Мпанга втратив землі на схід від річки Луапула. Водночас племена шіла і мукулу, що зазнали грабунків почали селитися на захід від луапули, де мвата надав їм земельні ділянки.
Втім решта Мезембе до 1883 року зазнавала постійних нападів загонів мсірі, що грабували та захоплювали людей у рабство. В результаті навіть у своїй резиденції (мусумбі) Луквеза Мпанга не почував у безпеці.
Наприкінці 1883 року з сильним військом, отриманим від клану нгома, до держави вдерся молодший брат мвати — Каньємбо Нтемена, який швидко повалив Луквезу й захопив трон.
Луквеза Мпанга втік до Мсірі, де отримав військову допомогу. Тут оженився на його доньці Калофії (Матолели). До 1885 року зумів повністю відновити владу, змусивши брата тікати на південь. Втім Луквеза побоювався загонів Мсірі, тому відіслав їх до тестя. Заснував свою резиденцію на о. Чібондо.
1886 року проти нього знову виступив Каньємбо Нтемена. У битві на Чібондо Луквеза Мпанга зазнав поразки й загинув разом із сином-спадкоємцем. Трон повернувся до Каньємбо Нтемени.